# David Williams (football)
Pour les articles homonymes, voir Williams et David Williams.
David Williams (né le 26 février 1988) est un footballeur australien aborigène évoluant au poste de buteur à ATK.
Il a joué pour l'Australie en moins de 17 et moins de 20 ans et était considéré comme l'un des meilleurs espoirs australien depuis Harry Kewell.

## Palmarès

### En club
- Indian Super League:
  - Champion: 2020.

### Individuel
- Membre de l'équipe-type du Championnat d'Australie 2014.
- Joueur de la saison de Melbourne City en 2014.